# Florian Kostner
Florian Kostner (* 12. Oktober 1979 in Bozen) ist ein ehemaliger italienischer Skilangläufer.

## Werdegang
Kostner hatte seinen ersten internationalen Erfolg im Januar 1998 bei den Nordischen Junioren-Skiweltmeisterschaften in Pontresina. Dort gewann er die Bronzemedaille mit der Staffel. Zudem wurde er über 30 km klassisch und über 10 km Freistil jeweils Fünfter. Im folgenden Jahr belegte er bei den Nordischen Junioren-Skiweltmeisterschaften in Saalfelden den 23. Platz über 10 km klassisch und den fünften Rang über 30 km Freistil. Im März 1999 lief er in Candanchú erstmals im Continental-Cup und errang dabei den 17. Platz über 15 km klassisch. Bis 2004 holte er vier zweite Plätze und 11 Siege im Continental-Cup und gewann in der Saison 2003/04 die Gesamtwertung. Sein Debüt im Skilanglauf-Weltcup hatte er im März 2000 in Lahti, das er auf dem 56. Platz im Sprint beendete. Zu Beginn der Saison 2000/01 holte er in Santa Caterina Valfurva mit dem 12. Platz über 15 km Freistil seine ersten Weltcuppunkte. Im weiteren Saisonverlauf kam er fünfmal in die Punkteränge und erreichte damit den 64. Platz im Gesamtweltcup. Dies war seine beste Gesamtplatzierung im Weltcup. Im März 2004 errang er in Pragelato mit dem sechsten Platz über 30 km Freistil seine beste Platzierung im Weltcup. In der Saison 2005/06 gelang ihm mit acht Top-Zehn-Ergebnissen, darunter zwei Siege, der dritte Platz in der Gesamtwertung des Alpencups. In der folgenden Saison wurde er dreimal Dritter und belegte den 19. Platz in der Alpencup-Gesamtwertung. In der Saison 2007/08 kam er im Alpencup 14-mal unter die ersten Zehn. Dabei errang er dreimal den dritten und dreimal den zweiten Platz. Zudem triumphierte er über 20 km Freistil in Capracotta und im 15-km-Massenstartrennen in Pokljuka und gewann die Gesamtwertung. Nach Platz drei im 15-km-Massenstartrennen beim Alpencup in Alta Badia zu Beginn der Saison 2008/09, belegte er zweimal den dritten, einmal den zweiten und zweimal und ersten Platz und gewann damit erneut die Gesamtwertung des Alpencups. Beim Weltcup-Finale 2009 in Falun errang er den 30. Platz. Sein letztes Weltcuprennen absolvierte er im Dezember 2009 in Davos, welches er auf dem 77. Platz über 15 km Freistil beendete. Ab der Saison 2011/12 bis zu seiner letzten aktiven Saison 2014/15 startete er vorwiegend im Marathon Cup. Dabei wurde er im Februar 2012 Dritter beim Transjurassienne und erreichte zum Saisonende der Saison 2011/12 den sechsten Platz in der Gesamtwertung. Zudem gewann er im Jahr 2006 den Gsieser-Tal-Lauf, im Jahr 2007 den Marcialonga Light über 40 km klassisch und im Jahr 2013 den Demino Ski Marathon und den Toblach–Cortina.

## Siege bei Continental-Cup-Rennen
| Nr. | Datum             | Ort           | Disziplin            | Serie           |
| --- | ----------------- | ------------- | -------------------- | --------------- |
| 1.  | 11. Dezember 1999 | Goms          | 7,5 km klassisch     | Continental-Cup |
| 2.  | 19. Februar 2000  | Altenmarkt    | 15 km Freistil       | Continental-Cup |
| 3.  | 18. März 2001     | Val di Fiemme | 30 km Skiathlon      | Continental-Cup |
| 4.  | 11. Januar 2003   | Tauplitz      | 15 km Freistil       | Continental-Cup |
| 5.  | 13. Dezember 2003 | Formazza      | 10 km klassisch      | Continental-Cup |
| 6.  | 14. Dezember 2003 | Formazza      | 15 km Freistil Mst.  | Continental-Cup |
| 7.  | 20. Dezember 2003 | Toblach       | 15 km Freistil Mst.  | Continental-Cup |
| 8.  | 10. Januar 2004   | Klosters      | 15 km Freistil Mst.  | Continental-Cup |
| 9.  | 21. Februar 2004  | Capracotta    | 10 km Freistil       | Continental-Cup |
| 10. | 24. Februar 2004  | Capracotta    | 15 km klassisch Mst. | Continental-Cup |
| 11. | 25. Februar 2004  | Capracotta    | 10 km klassisch      | Continental-Cup |
| 12. | 21. Januar 2006   | Taninges      | 15 km Freistil       | Alpencup        |
| 13. | 25. Februar 2006  | Candanchu     | 10 km Freistil Mst.  | Alpencup        |
| 14. | 9. März 2008      | Capracotta    | 20 km Freistil       | Alpencup        |
| 15. | 15. März 2008     | Pokljuka      | 15 km klassisch Mst. | Alpencup        |
| 16. | 17. Januar 2009   | Rogla         | 10 km Freistil       | Alpencup        |
| 17. | 21. Februar 2009  | Schilpario    | 10 km klassisch      | Alpencup        |